# Tisa, Hunedoara
Tisa este un sat în comuna Burjuc din județul Hunedoara, Transilvania, România.
Prima atestare documentara a satului Tisa datează din anul 1491 iar denumirea în forma scrisa era "THYSA".
Harta Iosefină realizată între anii 1764 - 1785, găsește satul exact în poziția actuală, răspândit pe toate văile exact ca acum.
Una dintre cele mai importante îndeletniciri ale tisenilor era plutăritul, constituind o importantă sursă de venituri.
Plutele aveau utilități multiple, odată cu ele transportându-se nu doar lemnul din care erau construite, ci și sarea și merele.
Ele erau doar preluate din Tisa de către plutașii localnici și conduse în aval până pe râul Tisa, iar uneori chiar până la Belgrad pe Dunăre.
La Muzeul Unirii din Alba Iulia există dovezi istorice ale comerțului cu sare și transportului cu pluta pe Mureș încă din epoca daco-romană.
Biserica din Tisa, în comparație cu alte locașe de cult din România, are un istoric aparte.
Aflată pe malul stâng al Mureșului străjuiește de aproape 200 de ani deasupra satului. Ea a fost construită inițial în anul 1748 în localitatea Chelmac (fostă Maroseperjes) din județul Arad de unde a fost cumpărată de către locuitorii satui Tisa, deoarece biserica din lemn existentă în acel moment era neîncăpătoare.
Vechea biserică purtând hramul „Pogorârea sfântului duh” a fost la rândul ei donată de locuitorii satului Tisa celor din satul Abucea, localitate aflată la doar 8 km distanță.
Aceasta se află și acum în această localitate în locul în care a fost amplasată inițial, dar nu mai este folosită de câțiva ani, locuitorii acestui sat construindu-și altă biserică.
Din vechea biserică s-au păstrat la Chelmac ușile împărătești și diaconești, chivotul și o icoană a Maicii Domnului datand de la 1746.
Transportul bisericii din Chelmac spre Tisa s-a făcut cu pluta(pod plutitor) în jurul anului 1788 sau anterior acesta fiind anul donării vechii biserici satului Abucea.
Pictura s-a făcut în anul 1793, iar pe bolta bisericii se află scena martirajului lui Horea, desfusindu-se chipul acestuia în timp ce era tras pe roată.
Trebuie să reținem că transportul s-a făcut dinspre aval în amonte, pe o distanță de aprox. 70 km. Pluta sau plutele ce transportau biserica erau trase pe malul apei de boi.
Acest lucru era posibil la acea vreme pentru că marginile Mureșului erau curățate încă de pe vremea Mariei Terezia, regina Ungariei
Un recensământ al ungurilor din 1900 găsește în Tisa o populație de 947 locuitori toți români. Ca și comparație, la același recensământ Deva avea 8684 locuitori, Hunedoara 4419, iar Ilia doar 1440 locuitori.

## Lăcașuri de cult
- Biserica din lemn „Pogorârea Sfântului Spirit”, realizată în anul 1748 în satul Chelmac din județul Arad. Strămutarea bisericii în localitatea Tisa a avut loc în anul 1788, fiind transportată cu o plută trasă de cai de-a lungul Mureșului pe o distanta de aproximativ 70 de Km în amonte cu un efort deosebit la acea vreme. Pictura interioară a bisericii s-a realizat în jurul anului 1793. Pe bolta naosului, în martirajul tragerii pe roată, se mai distinge chipul lui Horea.

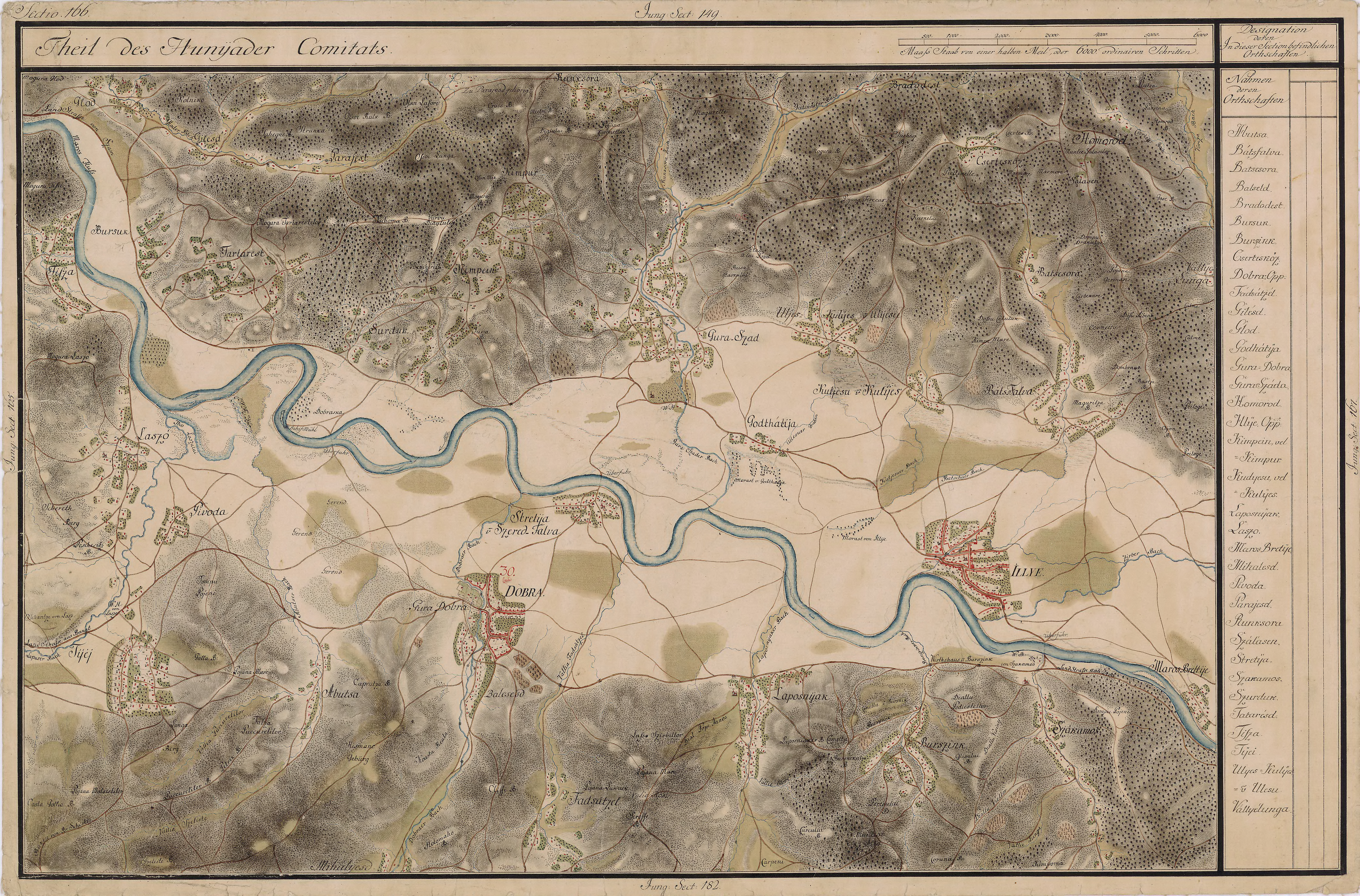
Tisa în Harta Iosefină a Transilvaniei, 1769-1773